# Saint-Caprais-de-Lerm

Saint-Caprais-de-Lerm este o comună în departamentul Lot-et-Garonne din sud-vestul Franței. În 2009 avea o populație de 580 de locuitori.

## Evoluția populației
| An        | 1975 | 1982 | 1990 | 1999 | 2006 | 2009 |
| --------- | ---- | ---- | ---- | ---- | ---- | ---- |
| Populație | 302  | 414  | 452  | 476  | 546  | 580  |